# Jean Boyer
Jean Boyer (Sidi Bel Abbès Algerije 24 oktober 1948 - Rijsel, 28 juni 2004) was een Frans organist en muziekpedagoog.

## Levensloop
Boyer was de zoon van Noël Boyer, leerling van André Marchal en Jean Langlais, die organist was van de kathedraal Saint-Vincent in Sidi Bel Abbès. Hij kreeg zijn eerste muzieklessen van zijn beide ouders, want ook zijn moeder was organiste. Na zijn middelbare studies trok hij in 1967 naar het Conservatorium van Toulouse waar hij, onder leiding van Xavier Darasse aan een doorgedreven studie begon en een Eerste prijs behaalde. In 1972 volgde hij Michel Chapuis op als titularis van het orgel van Saint-Nicolas-des-Champs in Parijs en bleef dit tot in 1995. Van 1975 tot 1988 was hij ook co-titularis van het orgel van Saint-Séverin, samen met Michel Chapuis, Jacques Marichal en Francis Chapelet.
Hij gaf ook zijn leven lang les. Eerst aan het Conservatorium van Bayonne, in 1980-1982 in Brest en aan de Scola cantorum in Parijs, vervolgens in het Conservatorium van Rijsel (1982-1992) en ten slotte als opvolger van Xavier Darasse in het Conservatorium van Lyon. Hij was ook visiting professor in het Sweelinck Conservatorium in Amsterdam en gaf gedurende vele jaren meestercursussen in de Académie de l'Orgue in Semur-en-Auxois (Côte-d'Or). Hij verzekerde hierdoor de opleiding van talrijke jonge organisten.
Boyer was laureaat van het internationaal orgelconcours 1978 in Arnhem - Nijmegen. In 1994 was hij jurylid voor de internationale orgelwedstrijd in het kader van het Festival voor Oude Muziek in Brugge. 
Jean Boyer leed aan kanker en stierf aan de gevolgen van een hersenbloeding.

## Publicaties
- La Grande Pièce Symphonique de César Franck, in: Proceedings of the Göteburg Organ Academy, 1994
- L'évolution du legato dans la musique d'orgue en France, in: Proceedings of the Göteburg Organ Academy, 1996
- Johannes Brahms et l'orgue, in: Japan Organist, 1997
- Nuances dynamiques dans la musique d'orgue de J. S. Bach, in: Actes du colloque d'orgue de Saint-Dié-des-Vosges, 1998

## Discografie
Boyer heeft weinig opnamen uitgevoerd. Hij was eerder allergisch voor de platenindustrie die hij te plat commercieel vond.
- Vlaamse, Franse en Spaanse orgelmuziek uit de 17de en 18de eeuw (1971) - Grand Prix du Disque 1972.
- Orgelmuziek van Boëly
- het volledige oeuvre voor orgel van Johannes Brahms
- het orgelwerk van Louis-Nicolas Clérembault
- het orgelwerk van Nicolas Grigny
- de Leipzigerkoralen van Bach